# Nicolai Næss
Nicolai Næss (Oslo, 18 gennaio 1993) è un calciatore norvegese, difensore dello Stabæk.

## Carriera

### Club
Dopo aver giocato nelle giovanili del Klemetsrud, è entrato in quelle del Vålerenga. Aggregato alla prima squadra a partire dalla stagione 2012, ha esordito in squadra in data 31 marzo, subentrando a Kristofer Hæstad nella sconfitta per 3-2 maturata sul campo dello Strømsgodset. Ha totalizzato 8 presenze in squadra, nel corso di quella stagione.
Nel 2013 è passato allo Stabæk, compagine appena retrocessa in 1. divisjon. Ha debuttato con questa casacca in data 6 aprile, impiegato da titolare nel pareggio per 2-2 arrivato in casa dell'HamKam. Ha totalizzato 24 presenze nel corso di quell'annata, tra campionato e coppa, contribuendo alla promozione dello Stabæk.
Il 30 marzo 2014 ha trovato la prima rete in squadra, nonché la prima nella massima divisione locale, con cui ha contribuito al successo casalingo per 3-0 sul Sogndal. Nel campionato 2015, il suo Stabæk ha centrato la qualificazione all'Europa League 2016-2017.
Il 30 giugno 2016 ha avuto così l'opportunità di esordire nelle competizioni europee per club, seppure nei turni preliminari: è stato infatti schierato titolare nel pareggio per 0-0 sul campo del Connah's Quay. Næss è rimasto in squadra fino al mese di luglio, totalizzando 109 presenze e 3 reti tra tutte le competizioni.
Il 21 luglio 2016, gli statunitensi del Columbus Crew hanno reso noto d'aver aggiunto Næss al proprio roster. Ha esordito nella Major League Soccer il 13 agosto successivo, schierato titolare nel pareggio casalingo per 3-3 contro il New York City. Ha totalizzato 13 presenze nella prima porzione di stagione in squadra, con il suo Columbus Crew che ha mancato la qualificazione ai play-off.
Il 30 agosto 2017 viene acquistato dall'Heerenveen, con cui firma un contratto biennale con opzione per il terzo anno.
Il 30 novembre 2018 è stato reso noto il suo ritorno in patria per militare nelle file del Sarpsborg 08, a partire dalla nuova stagione.
Il 10 marzo 2022 ha firmato un contratto quadriennale con lo Stabæk.

### Nazionale
Næss ha giocato 2 partite per la Norvegia under 19.

## Statistiche

### Presenze e reti nei club
Statistiche aggiornate all'11 novembre 2022.
| Stagione             | Club                 | Campionato           | Campionato | Campionato | Coppe nazionali | Coppe nazionali | Coppe nazionali | Coppe continentali | Coppe continentali | Coppe continentali | Supercoppe | Supercoppe | Supercoppe | Totale | Totale |
| Stagione             | Club                 | Comp                 | Pres       | Reti       | Comp            | Pres            | Reti            | Comp               | Pres               | Reti               | Comp       | Pres       | Reti       | Pres   | Reti   |
| -------------------- | -------------------- | -------------------- | ---------- | ---------- | --------------- | --------------- | --------------- | ------------------ | ------------------ | ------------------ | ---------- | ---------- | ---------- | ------ | ------ |
| 2012                 | Vålerenga            | ES                   | 5          | 0          | CN              | 3               | 0               | -                  | -                  | -                  | -          | -          | -          | 8      | 0      |
| 2013                 | Stabæk               | 1D                   | 21         | 0          | CN              | 3               | 0               | -                  | -                  | -                  | -          | -          | -          | 24     | 0      |
| 2014                 | Stabæk               | ES                   | 24         | 1          | CN              | 5               | 0               | -                  | -                  | -                  | -          | -          | -          | 29     | 1      |
| 2015                 | Stabæk               | ES                   | 29         | 1          | CN              | 5               | 1               | -                  | -                  | -                  | -          | -          | -          | 34     | 2      |
| gen.-lug. 2016       | Stabæk               | ES                   | 16         | 0          | CN              | 4               | 0               | UEL                | 2                  | 0                  | -          | -          | -          | 22     | 0      |
| lug.-dic. 2016       | Columbus Crew        | MLS                  | 13         | 0          | USOC            | -               | -               | -                  | -                  | -                  | -          | -          | -          | 13     | 0      |
| gen.-ago. 2017       | Columbus Crew        | MLS                  | 18         | 0          | USOC            | 1               | 0               | -                  | -                  | -                  | -          | -          | -          | 19     | 0      |
| Totale Columbus Crew | Totale Columbus Crew | Totale Columbus Crew | 31         | 0          |                 | 1               | 0               |                    | -                  | -                  |            | -          | -          | 32     | 0      |
| ago. 2017-2018       | Heerenveen           | ED                   | 9          | 0          | CO              | 1               | 0               | -                  | -                  | -                  | -          | -          | -          | 10     | 0      |
| 2018-gen. 2019       | Heerenveen           | ED                   | 1          | 0          | CO              | 1               | 0               | -                  | -                  | -                  | -          | -          | -          | 2      | 0      |
| Totale Heerenveen    | Totale Heerenveen    | Totale Heerenveen    | 10         | 0          |                 | 2               | 0               |                    | -                  | -                  |            | -          | -          | 12     | 0      |
| 2019                 | Sarpsborg 08         | ES                   | 20         | 1          | CN              | 3               | 0               | -                  | -                  | -                  | -          | -          | -          | 23     | 1      |
| 2020                 | Sarpsborg 08         | ES                   | 29         | 0          | -               | -               | -               | -                  | -                  | -                  | -          | -          | -          | 29     | 0      |
| 2021                 | Sarpsborg 08         | ES                   | 23         | 0          | CN              | 3               | 0               | -                  | -                  | -                  | -          | -          | -          | 26     | 0      |
| Totale Sarpsborg 08  | Totale Sarpsborg 08  | Totale Sarpsborg 08  | 72         | 1          |                 | 6               | 0               |                    | -                  | -                  |            | -          | -          | 78     | 1      |
| 2022                 | Stabæk               | 1D                   | 30         | 3          | CN              | 3               | 1               | -                  | -                  | -                  | -          | -          | -          | 33     | 4      |
| Totale Stabæk        | Totale Stabæk        | Totale Stabæk        | 120        | 5          |                 | 20              | 2               |                    | 2                  | 0                  |            | -          | -          | 142    | 7      |
| Totale carriera      | Totale carriera      | Totale carriera      | 238        | 6          |                 | 32              | 2               |                    | 2                  | 0                  |            | -          | -          | 272    | 8      |